# Eugenia shookii
Eugenia shookii  es una especie de planta en la familia Myrtaceae. Es un árbol endémico de Guatemala y fue únicamente registrado en el departamento de Petén. Crece en bosque alto y puede alcanzar una altura de 20 m.